# United Center
Lo United Center (che prende il nome dalla compagnia aerea americana United Airlines) è un palazzo dello sport e stadio del ghiaccio della città di Chicago, Illinois.
Ospita le partite casalinghe dei Chicago Bulls, squadra della NBA, e dei Chicago Blackhawks, squadra della NHL.
Ha preso il posto dello storico Chicago Stadium, demolito nel 1994 per ricavarne i parcheggi per la nuova arena. Una statua di Michael Jordan è situata nel lato est del palazzetto.
Nell’Ottobre 1994 il cantante Frank Sinatra fu tra i primi ad esibirsi in concerto nel nuovo palazzetto.
È l'arena più capiente di tutta la NBA.